# Ilex perryana
Ilex perryana är en järneksväxtart som beskrevs av Shiu Ying Hu. Ilex perryana ingår i släktet järnekar, och familjen järneksväxter. Inga underarter finns listade i Catalogue of Life.